# Shitposting

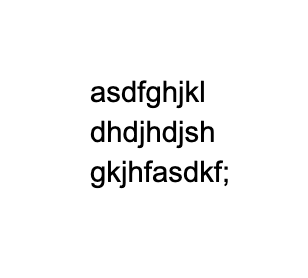
Exemple de shitposting : une image ne contenant que du texte écrasé.

Le shitposting anglicisme qui désigne le fait de publier des messages sur un forum en ligne ou sur un réseau social,  agressif, ironique et médiocre,,,,. Les shitposts sont intentionnellement conçus pour faire dérailler les discussions. Parfois, ils sont faits dans le cadre d'un flaming coordonné pour rendre le site inutilisable par ses visiteurs réguliers.

## Définition et usages
Écrivant pour Polygon, Sam Greszes compare le shitposting aux « pièces déroutantes et sans contexte du dadaïsme qui, précisément parce qu'elles étaient si absurdes, étaient considérées comme des œuvres révolutionnaires à la fois artistiquement et politiquement. » Greszes écrit aussi que le but du shitposting est de rendre un public si confus face au manque de contenu qu'il rit ou sourit. 
Le shitposting est mal vu dans la culture populaire ; la journaliste Jessica Lindsay le définit comme : « Le shitposting n'a aucune valeur. C'est l'équivalent en ligne de tirer sur des boîtes de conserve avec un pistolet à spud dans un terrain vague. C'est répéter ce que la personne avec qui vous êtes dit d'une voix stupide jusqu'à ce qu'elle abandonne et rentre chez elle. L'idée que le shitposting est une astuce médiatique exploitée par le parti conservateur avec ses affiches Comic Sans va à l'encontre du but de l'acte ; être stupide sans but inhérent (ou du moins pas sérieux). »
Greg Barton, déclare que le shitposting raciste est courant sur Internet et constitue un moyen pour les gens de se connecter et d'attirer l'attention. « Le truc avec les réseaux sociaux, c'est que c'est social. Vous voulez des commentaires, vous voulez que les gens aiment vos trucs, que ce soit sur Instagram ou Facebook », déclare-t-il. Le Shitposting consiste à créer votre profil, à obtenir une réponse et plus vous pouvez être ironique et drôle, plus vous en obtenez,.

## Dans la politique moderne
Les utilisations politiques du shitposting ont pris de l'importance lors de l'élection présidentielle américaine de 2016. En mai de cette année-là, The Daily Dot écrit « Un shitpost est une provocation délibérée conçue pour un impact maximum avec un minimum d'effort ». 
En septembre 2016, le groupe pro-Trump Nimble America a attiré l'attention des médias, , . Le Daily Beast a décrit le groupe comme « dédié à la « merde » et à la diffusion de mèmes Internet calomniant Hillary Clinton ». 
En septembre 2016, The Independent a écrit que le shitposting est un « outil apolitique qui peut être utilisé pour une variété d'effets ». Mais des messages comme ceux-ci sont apparus bien avant l'élection présidentielle américaine de 2016. Le magazine Engineering &amp; Technology écrit : « le shitposting, qu'il soit de gauche ou de droite, est dangereusement proche de fournir une métastase en ligne de la haine en deux minutes d'Orwell ». [sic].
En novembre 2016, le magazine Esquire écrit : « La moquerie sur Internet émerge comme une technique politique légitime : le shitposting. Peut-être que les élections de 2020 seront toutes merdiques ». 
En mars 2018, parlant du groupe Facebook New Urbanist Shitposting ou New Urbanist Memes for Transit-Oriented Teens, le magazine Chicago l'a défini comme « des messages qui sont censés être maladroits et non pertinents, aggravant et distrayant les communautés de médias sociaux de discuter de leur sujet à portée de main », .
Le Financial Times a défini le shitposting comme « la publication de contenu ostensiblement inepte et sans contexte sur un forum en ligne ou un réseau social avec pour effet de faire dérailler la discussion ». Cela a donné l'exemple de la dirigeante libérale démocrate Jo Swinson qui a été forcée de nier qu'elle avait tué des écureuils pour le plaisir après que des trolls en ligne aient raconté qu'elle l'avait fait,.

## Dans la culture populaire
- Suntukan sa Ace Hardware a commencé comme un shitpost sardonique par un compte Facebook satirique, mais s'est finalement transformé en un événement promotionnel à la suite de la publicité qui a suivi[21],[22] .
- L'événement Storm Area 51 qui a attiré l'attention du monde entier a été créé par un compte appelé « Shitposting cause im in shambles »[23].